# 布什山脈
84°57′S 179°30′E / 84.950°S 179.500°E
布什山脈（英語：Bush Mountains）是南極洲的山脈，位於杜費克海岸，屬於毛德王后山脈的一部分，處於拉姆西冰川和科斯科冰川之間，從西面的韋爾山一直延伸至東面的沙克爾頓冰川。